# Mirjam

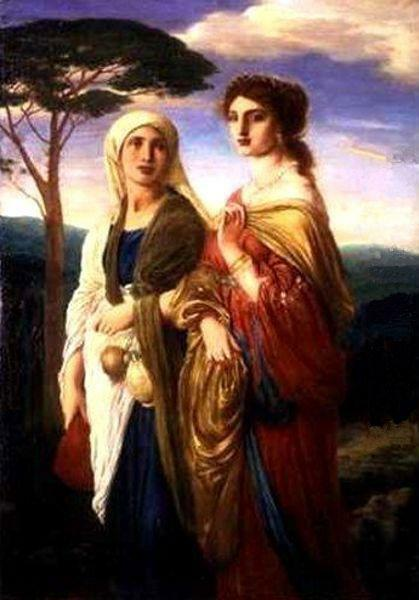
Schilderij van Mirjam (rechts)

Mirjam (Hebreeuws: מִרְיָם mirjām; Grieks: Mariam; Latijn: Maria) was  de eerste vrouwelijke profeet (profetes) in de Hebreeuwse Bijbel (Exodus 15:20) en (volgens een late traditie) de dochter van Amram en Jochebed en de zuster van Mozes en Aäron (Numeri 26:59; 1 Kronieken 5:29 of 6:3).
Sinds de eerste vermelding van de naam tot aan de huidige tijd wordt de naam Mirjam gebruikt als meisjesnaam, vooral in joodse, christelijke en islamitische kringen.

## Etymologie
De etymologie van de naam Mirjam is niet zeker. Oude tradities zien een verbinding tussen jām, "zee" en mirre: "zeemirre" of "ster": "zeester" (NB: letterlijk "ster van de zee", dus geen relatie met zeesterren).
Het is mogelijk dat er - net als bij Mozes - sprake is van een buitenlandse naam, die is samengesteld van het Oud-Egyptische mrj, "houden van" en de godsnaam Amon en "geliefde van Amon" betekent. Als de naam van een werkwoord werd afgeleid, komt mrj / mr’, "vruchtbaar zijn" in aanmerking. De naam zou dan net als Midjan zijn geconstrueerd - met de affix -am - en uit het Midjanitisch stammen.
In de context van het Bijbelse verhaal lijkt een relatie met het Hebreeuwse mārāh, "opstandig" mogelijk. Mozes noemde het volk Israël dat na de dood van Mirjam tot doodsangst verviel (Numeri 20:1-2) in Numeri 20:10 "opstandig", net als in Numeri 17:25. In beide verhalen ging het om wie het volk zou leiden. De naam Mirjam werd hiermee aan het volk verbonden, dat Mozes na het onjuiste gebruik van zijn staf niet in het Beloofde Land mocht leiden (Numeri 20:12).

## Verhaal in de Hebreeuwse Bijbel
Mirjams naam wordt voor het eerst genoemd in Exodus 15:20. Ze gaf leiding aan de overwinningsliederen die de Israëlieten zingen na de ondergang van de farao. Mirjam wordt een profetes genoemd en zus van Aäron, maar niet van de veel belangrijkere Mozes; dit doet vermoeden dat Mozes pas vrij laat in de literaire overlevering broer van Aäron en Mirjam werd.
Ook in Numeri 12 heeft ze een belangrijke functie naast Aäron. Ze wordt hier door melaatsheid getroffen maar geneest ook weer.

### Ark van Mozes
Toen de ark van Mozes door de dochter van de farao gevonden werd, hield een niet bij name genoemde zus van Mozes toezicht. In de traditie werd Mirjam met deze zus vereenzelvigd, wat blijkt uit (post-exilische) geslachtsregisters (Numeri 26:59; 1 Kronieken 5:29 of 6:3). In dat geval zou Mirjam ongeveer tien jaar ouder zijn geweest dan Mozes, en ook ouder dan Aäron (die drie jaar ouder dan Mozes was).

## Latere tradities
Hoewel de Hebreeuwse Bijbel hier niets over zegt, schreef Josephus dat Mirjam was getrouwd met een zekere Chur. Rabbijnse bronnen noemen Kaleb als echtgenoot en Chur als zoon (maar zie 1 Kronieken 2:19).

## Doorwerking in het Nieuwe Testament
Maria is het Latijnse equivalent van Mirjam en wordt in Nederlandse vertalingen gebruikt voor het Griekse equivalent Mariam. In het Nieuwe Testament zijn er diverse verhalen over Maria's die teruggrijpen op Mirjam en haar overwinningsliederen, zoals het lied van Maria (moeder van Jezus) (Lucas 1:46-55), de bezeten en genezen toestand van Maria Magdalena (Lucas 8:2) en zaken die tornen aan mannelijke autoriteit (Matteüs 28:10; Lucas 24:10; Johannes 20:11–18).